# Maschera di sangue
Maschera di sangue (Miroir) è un film del 1947 diretto da Raymond Lamy.